# Alex Caffi
Alessandro „Alex” Caffi (ur. 18 marca 1964 w Rovato) – włoski kierowca wyścigowy.

## Kariera

### Wczesna
Caffi w latach 1984–1986 startował we Włoskiej Formule 3. Wszystkie trzy sezony okazały się bardzo udane, jednakże nie zdołał przez ten czas zdobyć tytułu mistrzowskiego. Ostatecznie zakończył je odpowiednio dwukrotnie na drugim oraz na trzecim miejscu. W 1985 roku dodatkowo, jako pierwszy w historii, zwyciężył w Pucharze Europy Formuły 3.

### Osella (1986-1987)
W roku 1986 dostał szansę debiutu we włoskim zespole Osella, startującym w Formule 1, podczas Grand Prix Włoch. Pomimo nieukończenia wyścigu, zrobił spore wrażenie na szefostwie i został zakontraktowany, jako etatowy kierowca, na cały sezon. Słabe i awaryjne silniki Alfa Romeo pozwoliły mu jednak na ukończenie zaledwie jednej rundy (12. miejsce podczas Grand Prix San Marino) oraz spowodowały dwukrotne niezakwalifikowanie się do wyścigu (Grand Prix Hiszpanii oraz Grand Prix Australii).

### Scuderia Italia (1988-1989)
W sezonie 1988 Alex przeniósł się do debiutującego w tym sporcie, zespołu Scuderia Italia, w którym to był jedynym kierowcą. W pierwszym sezonie, na podwoziu Dallara, Caffi był bliski zdobycia pierwszych punktów, podczas Grand Prix Portugalii, który ukończył na siódmym miejscu. W drugim roku współpracy forma teamu wyraźnie się poprawiła, a Alex dostał wzmocnienie, w postaci swojego rodaka, Andrei de Cesarisa, który stał się drugim kierowcą tej stajni. Był to najlepszy okres w karierze Włocha, który po raz pierwszy ukończył wyścig na premiowanej punktami pozycji (cztery punkty zdobyte podczas Grand Prix Monako (4. miejsce) oraz Grand Prix Kanady (6. miejsce). Pozwoliło mu to na zajęcie 19. pozycji w końcowej klasyfikacji.

### Arrows/Footwork (1990-1991)
Brytyjski team Arrows, widząc w nim ogromny talent, postanowił ściągnąć go do swojej ekipy, gdzie jeździł u boku swojego rodaka, Michele Alboreto. W całym sezonie udało mu się zgromadzić dwa punkty (zdobyte po raz drugi w Grand Prix Monako), dzięki czemu cały cykl zakończył na najlepszym w karierze 16. miejscu. W 1991 roku brytyjska stajnia w ramach jej wykupienia rok wcześniej, przekształciła się w Footwork, co jednak nie wpłynęło korzystnie na dotychczasowe rezultaty. Był to najgorszy sezon w karierze Caffiego, który tylko dwukrotnie nie zakończył rywalizacji na kwalifikacjach, uzyskując odpowiednio dziesiątą i szesnastą lokatę, w kończących rok Grand Prix Japonii oraz Grand Prix Australii. Z powodu złamania szczęki w wypadku, podczas Grand Prix Monako, został zastąpiony na cztery rundy, przez Szweda, Stefana Johanssona. Po rekonwalescencji Alexa, doszło jednak do kontrowersyjnego zajścia, w którym to szefostwo zespołu postanowiło zachować Johanssona, zostawiając przez to Włocha na lodzie. Ostatecznie jednak, dzięki nakazowi prawnemu, Caffi odzyskał swoje miejsce i dojeździł w tej stajni, do końca sezonu. Na sezon 1992 Footwork nie przedłużył już kontraktu z Alexem, zastępując go Japończykiem, Agurim Suzukim.

### Andrea Moda (1992)
Po utracie posady w brytyjskim zespole, Włochowi nie pozostało nic innego, jak po raz drugi zaangażować się w nowy włoski projekt, tym razem w Andrea Moda. Z powodu problemów prawnych zespół nie wystartował w pierwszych dwóch wyścigach, a gdy już mieli do tego prawo, szefostwo ekipy postanowiło zastąpić go Robertem Moreno. Po tym sezonie Alessandro Caffi już nigdy nie dostał szansy startów w najlepszej serii wyścigowej świata.

### Po Formule 1
Po karierze w F1, Włoch próbował swoich sił w samochodach turystycznych oraz sportowych. Poza tym w roku 2006 zadebiutował w inauguracyjnym sezon Grand Prix Masters – serii dla byłych kierowców Formuły 1.